# Turmhügel Purkstal

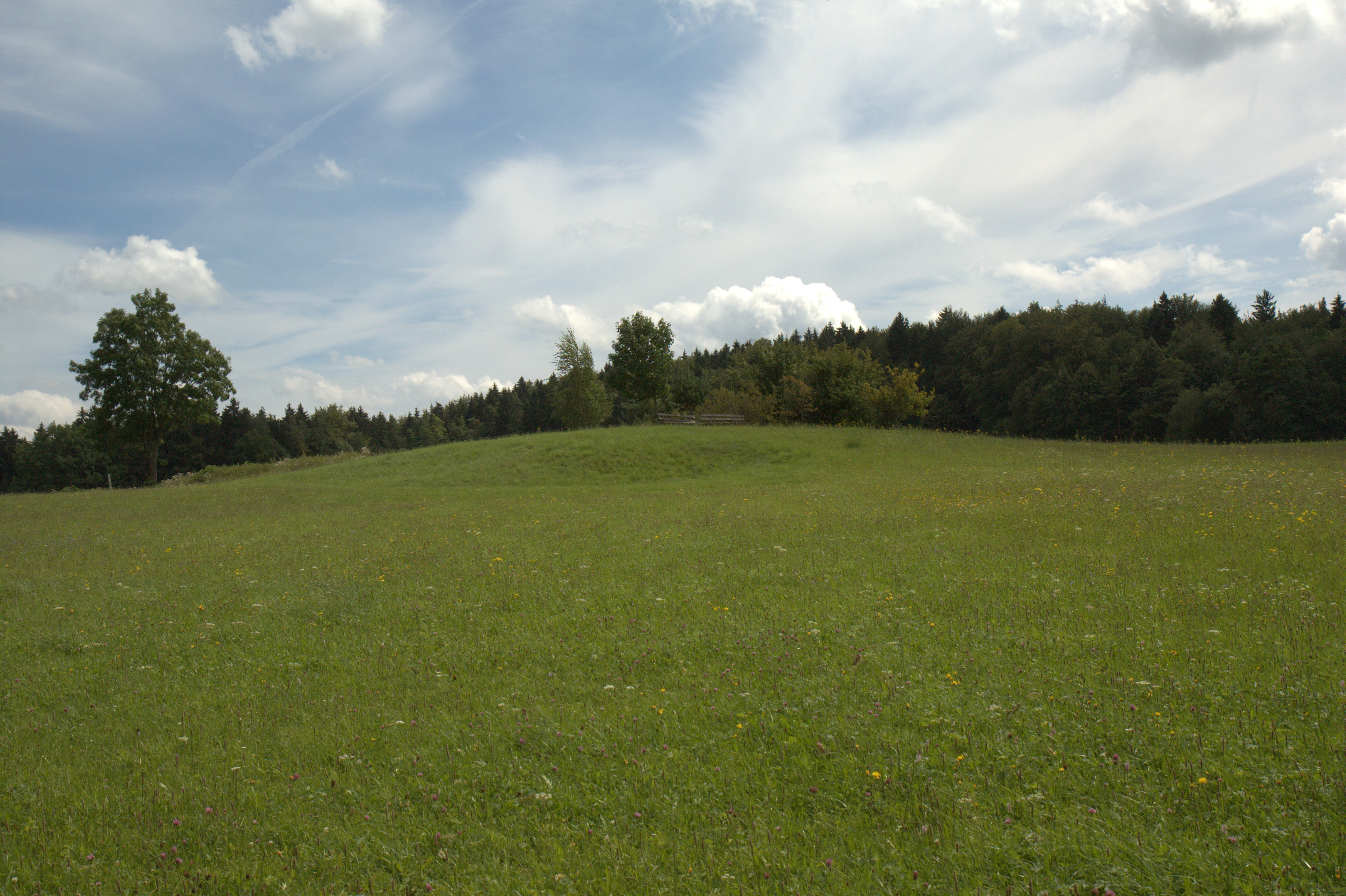
Ansicht des Turmhügels aus westlicher Richtung

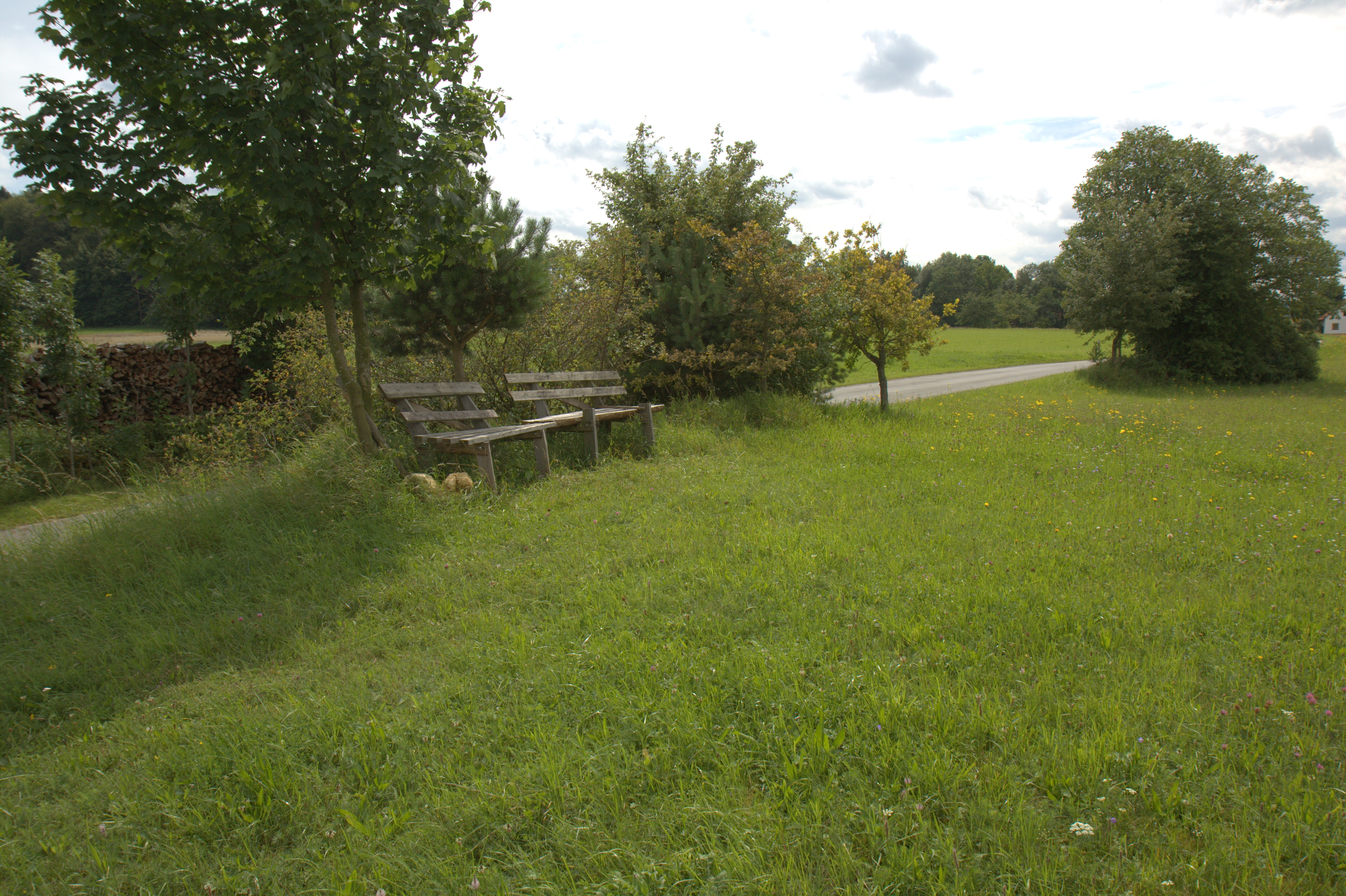
Die Oberfläche des Turmhügels

Der Turmhügel Purkstal ist eine abgegangene Turmhügelburg (Motte), die bei dem Weiler Bürtel in der Gemeinde Pommelsbrunn im mittelfränkischen Landkreis Nürnberger Land in Bayern, Deutschland liegt. Von der erst im Jahr 2006 entdeckten ehemaligen Burg ist nur noch der künstlich angelegte Hügel zu sehen.

## Geographische Lage
Der Burgstall befindet sich im zentralen Bereich der Hersbrucker Alb, einem Teil der Frankenalb, auf einem Höhenzug auf etwa 540 m ü. NHN Höhe zwischen dem Hirschbachtal im Nordwesten und dem Tal des Etzelbaches auf der südöstlichen Seite an einem nur leicht nach Nordwesten abfallenden Hang. Er liegt direkt an der Ortsverbindungsstraße zwischen Heuchling und Bürtel, etwa 200 Meter nach dem Ortsausgang von Heuchling auf der westlichen Seite der Straße.
In der Nähe befinden sich noch weitere ehemalige mittelalterliche Burgen, nördlich die Burgruine Hauseck, nordöstlich die Burgställe Werdenstein und Trutziger Kaiser, und die Burgruine Rupprechtstein bei Etzelwang. Südöstlich liegt der Burgstall Breitenthal über dem Etzelbachtal, und südwestlich die Ruine Lichtenstein und der Burgstall Altes Haus über dem Ort Pommelsbrunn.

## Geschichte der Burg
Über die erst im Jahr 2006 von Kreisheimatpfleger Werner Sörgel entdeckte ehemalige Turmhügelburg bei Bürtel ist bis heute keine urkundliche Erwähnung bekannt, auch der ursprüngliche Name der Burg oder ihr Erbauer sind völlig unbekannt.
In einer Erwähnung in einem Teilungsbrief der Erben von Konrad II. Schenk von Reicheneck vom 13. Oktober 1344 wird der Ort Bürtel noch als „Purkstal“ bezeichnet, der Ortsname leitet sich also vom Wort Burgstall für die „Stelle einer Burg“ ab. Die Burg war der Erwähnung nach schon Anfang des 14. Jahrhunderts abgegangen, auch in der „Gelegenhait der landschaft mitsampt den furthen und helten darinnen“, einer Geländeerkundung der Reichsstadt Nürnberg vor dem Landshuter Erbfolgekrieg von 1504/05 wird der Ort als „Pürcktal“ bezeichnet.
Auf der Burg saßen vermutlich niedere Ministeriale der Schenken von Reicheneck von der nahen Burg Reicheneck.
Heute ist der jederzeit frei zugängliche Burgstall als Wiesenhügel erhalten, auf seiner Oberfläche wurde eine Sitzbank aufgestellt.
Das vom Bayerischen Landesamt für Denkmalpflege als „Mittelalterlicher Burgstall“ erfasste Bodendenkmal trägt die Denkmalnummer D-5-6435-0122.

## Beschreibung
Die abgegangene Niederungsburg liegt inmitten landwirtschaftlich genutzter Flächen an einem nur sehr mäßig abfallenden Hang auf einem Hochplateau. Beim Bau der Verbindungsstraße wurde der Hügel während des späten 20. Jahrhunderts an seiner östlichen Seite beschädigt.
Der künstlich angelegte Turmhügel hat einen runden Grundriss, an der nordwestlichen Seite zeichnet sich eine Rampe ab.